# Acanthocephalus
 Acanthocephalus  Kar. & Kir., 1842 è un genere di piante angiosperme dicotiledoni della famiglia delle Asteraceae.

## Etimologia
Il nome scientifico del genere è stato definito dai botanici Grigorij Silych Karelin (1801-1872) e Ivan Petrovich Kirilov (1821-1842) nella pubblicazione " Bulletin de la Société Imperiale des Naturalistes de Moscou. Moscow" ( Bull. Soc. Imp. Naturalistes Moscou 15: 127) del 1842.

## Descrizione
Habitus. Le specie di questo gruppo sono piante annuali non molto alte con abbondante latice amaro. Occasionalmente possono avere un habitus di tipo arbustivo.
Fusto. Gli scapi fiorali sono cavi e afilli; possono originare direttamente dal rizoma. In alcuni casi i fusti sono ramificati. Le radici in genere sono di tipo fittonante.
Foglie. Le foglie formano delle rosette radicali con lamine intere o dentate oppure roncinato-pennatofide. Le foglie lungo il caule sono disposte in modo alterno e spesso sono abbraccianti il caule stesso.
Infiorescenza. L'infiorescenza è composta da uno o più capolini piccoli, terminali e solitari. I capolini, solamente di tipo ligulifloro, sono formati da un involucro composto da diverse brattee (o squame) all'interno delle quali un ricettacolo fa da base ai fiori ligulati. L'involucro ha una forma da campanulata a oblunga ed è formato da due serie di brattee; in alcuni casi alla base è legnoso. Solitamente le due serie di brattee non sono uguali: la serie interna è eretta, ispessita e dura, mentre quella esterna è erbacea con forme lanceolate-lineari le brattee interne sono connate alla base e (alla fine) ai frutti. Il ricettacolo è piano e nudo (senza pagliette a protezione della base dei fiori).
Fiori. I fiori, tutti ligulati, sono tetra-ciclici (ossia sono presenti 4 verticilli: calice – corolla – androceo – gineceo) e pentameri (ogni verticillo ha in genere 5 elementi). I fiori sono ermafroditi, fertili e zigomorfi.
- Formula fiorale:

*/x K {\displaystyle \infty }, [C (5), A (5)], G 2 (infero), achenio
- Calice: i sepali del calice sono ridotti ad una coroncina di squame.
- Corolla: le corolle sono formate da una ligula terminante con 5 denti; il colore in genere è giallo; la superficie può essere sia pubescente che glabra.
- Androceo: gli stami sono 5 con filamenti liberi e distinti, mentre le antere sono saldate in un manicotto (o tubo) circondante lo stilo.[11] Le antere alla base sono prive di codette. Il polline è tricolporato.[12]
- Gineceo: lo stilo è filiforme. Gli stigmi dello stilo sono due divergenti e ricurvi con la superficie stigmatica posizionata internamente (vicino alla base).[13] L'ovario è infero uniloculare formato da 2 carpelli.

Frutti. I frutti sono degli acheni con pappo. Gli acheni, con forme globose-piriformi, ricurvi e con becco corto, sono racchiusi nella base legnosa dell'involucro; all'apice è presente una piccola corona con 5 denti. Il pappo è setoloso (setole scabre/barbate) o anche nullo .

## Biologia
- Impollinazione: l'impollinazione avviene tramite insetti (impollinazione entomogama tramite farfalle diurne e notturne).
- Riproduzione: la fecondazione avviene fondamentalmente tramite l'impollinazione dei fiori (vedi sopra).
- Dispersione: i semi (gli acheni) cadendo a terra sono successivamente dispersi soprattutto da insetti tipo formiche (disseminazione mirmecoria). In questo tipo di piante avviene anche un altro tipo di dispersione: zoocoria. Infatti gli uncini delle brattee dell'involucro si agganciano ai peli degli animali di passaggio disperdendo così anche su lunghe distanze i semi della pianta.

## Distribuzione e habitat
Le specie di questo genere si trovano in Asia centrale.

## Tassonomia
La famiglia Asteraceae (o Compositae, nomen conservandum) probabilmente originaria del Sud America, è la più numerosa del mondo vegetale, comprende oltre 23.000 specie distribuite su 1.535 generi, oppure 22.750 specie e 1.530 generi secondo altre fonti (una delle checklist più aggiornata elenca fino a 1.679 generi). La famiglia attualmente (2021) è divisa in 16 sottofamiglie.

### Filogenesi
Il genere Acanthocephalus appartiene alla sottotribù Crepidinae della tribù Cichorieae (unica tribù della sottofamiglia Cichorioideae). In base ai dati filogenetici la sottofamiglia Cichorioideae è il terz'ultimo gruppo che si è separato dal nucleo delle Asteraceae (gli ultimi due sono Corymbioideae e Asteroideae). La sottotribù Crepidinae fa parte del "quarto" clade della tribù; in questo clade è in posizione "centrale" vicina alle sottotribù Chondrillinae e Hypochaeridinae.
I caratteri più distintivi per questa sottotribù (e quindi per i suoi generi) sono:
- in queste piante non sono presenti i peli piccoli, morbidi e ramificati;
- le brattee involucrali sono disposte in due serie ineguali;
- i capolini contengono molti fiori;
- le setole del pappo non sono fragili;
- gli acheni alla base sono poco compressi.

La sottotribù è divisa in due gruppi principali uno a predominanza asiatica e l'altro di origine mediterranea/euroasiatica. Da un punto di vista filogenetico, all'interno della sottotribù, sono stati individuati 5 subcladi. Il genere Acanthocephalus appartiene al subclade denominato "Garhadiolus-Heteracia clade". Questo subclade, nell'ambito della sottotribù, occupa una posizione vicina al "core" della sottotribù ed è inserito in una politomia formata dai subcladi Ixeris-Ixeridium-Taraxacum e Dubyaea-Nabalus-Soroseris-Syncalathium. Il clade comprende cinque generi piccoli o monotipici: Garhadiolus, Heteracia, Heteroderis, Lagoseriopsis e Acanthocephalus.
Nel clade Garhadiolus-Heteracia il genere Acanthocephalus è in posizione "basale" seguito dal genere Garhadiolus. Il "core" è formato dai tre rimanenti generi in posizione politomia. La precedente configurazione filogenetica è basata sull'analisi di alcune particolari regioni (nrITS) del DNA; analisi su altre regioni (DNA del plastidio) possono dare dei risultati lievemente diversi. In precedenti analisi questo genere era assegnato al gruppo Taraxacum-Ixeris. Il collegamento con il grupo Garhadiolus-Heteracia, anche se debole, è dato da alcune caratteristiche comuni come il ciclo biologico annuale, la pronunciata eterocarpia e il basso numero cromosomico.
I caratteri distintivi per le specie del genere Acanthocephalus sono:
- le brattee interne dell'involucro sono ispessite, dure e alla fruttificazione sono connate agli acheni;
- il pappo è assente o ha una forma di corona e si trova solamente negli acheni interni;
- il numero cromosomico è basso.

Il numero cromosomico della specie è: 2n = 6. La specie A. benthaminanus ha un "sconcertante" 2n = 18. Il numero di base è probabilmente x = 3, quindi la specie è esaploide (x = 9 è sconosciuto nella sottotribù Crepidinae).

### Elenco delle specie
Questo genere ha 2 specie:
- Acanthocephalus amplexifolius Kar. & Kir.
- Acanthocephalus benthamianus  Regel

### Sinonimi
Sono elencati alcuni sinonimi per questa entità:
- Harpachaena Bunge
- Harpocarpus  Endl.